# Anton von Doblhoff-Dier
Baron Anton von Doblhoff-Dier (10. listopadu 1800 Gorizia – 16. dubna 1872 Vídeň) byl rakouský politik, roku 1848 krátce ministerský předseda Rakouského císařství.

## Biografie
Jeho kariéra vyvrcholila během revolučního roku 1848. Ve volbách roku 1848 byl zvolen na rakouský ústavodárný Říšský sněm. Zastupoval volební obvod Vídeň II. Uvádí se jako ministr a statkář. Patřil ke sněmovní levici. Na sněmu zastával liberální postoje.
Od 8. května 1848 byl ministrem obchodu Rakouského císařství v kabinetu Franze von Pillersdorfa. Po propuštění Pillersdorfa převzal na krátkou dobu od 8. července 1848 do 18. července 1848 i funkci předsedy ministerské rady. V následné vládě vládě Johanna von Wessenberga zastával od 18. července 1848 do 11. října 1848 posty ministra vnitra a ministra kultu a vyučování. Historik Otto Urban ho řadí mezi civilní byrokraty, kteří hodlali naplňovat umírněné cíle revoluce a proti nimž vystupovali aristokratičtí konzervativci jako Alfred Windischgrätz. Jeho nástup do funkce předsedy vlády byl očekáván jako výraz stabilizace exekutivy po dlouhém předchozím provizoriu. Složení kabinetu odráželo snahu získat výraznější podporu. Z vlády odešli Franz von Pillersdorf i Leopold Lev Thun-Hohenstein. 18. července pak byla vláda definitivně ustavena. Ačkoliv jejím formálním předsedou (předsedou ministerské rady) byl Johann von Wessenberg, bývá označována jako vláda Doblhoff-Wessenberg. Usedly do ní některé populární osobnosti liberálního tábora.
V letech 1849-1858 byl Doblhoff rakouským velvyslancem v Nizozemí.
V letech 1861-1867 zasedal na Dolnorakouském zemském sněmu. Roku 1861 se taky stal poslancem Říšské rady a roku 1867 členem Panské sněmovny.